# アドルフ・ブーゼマン

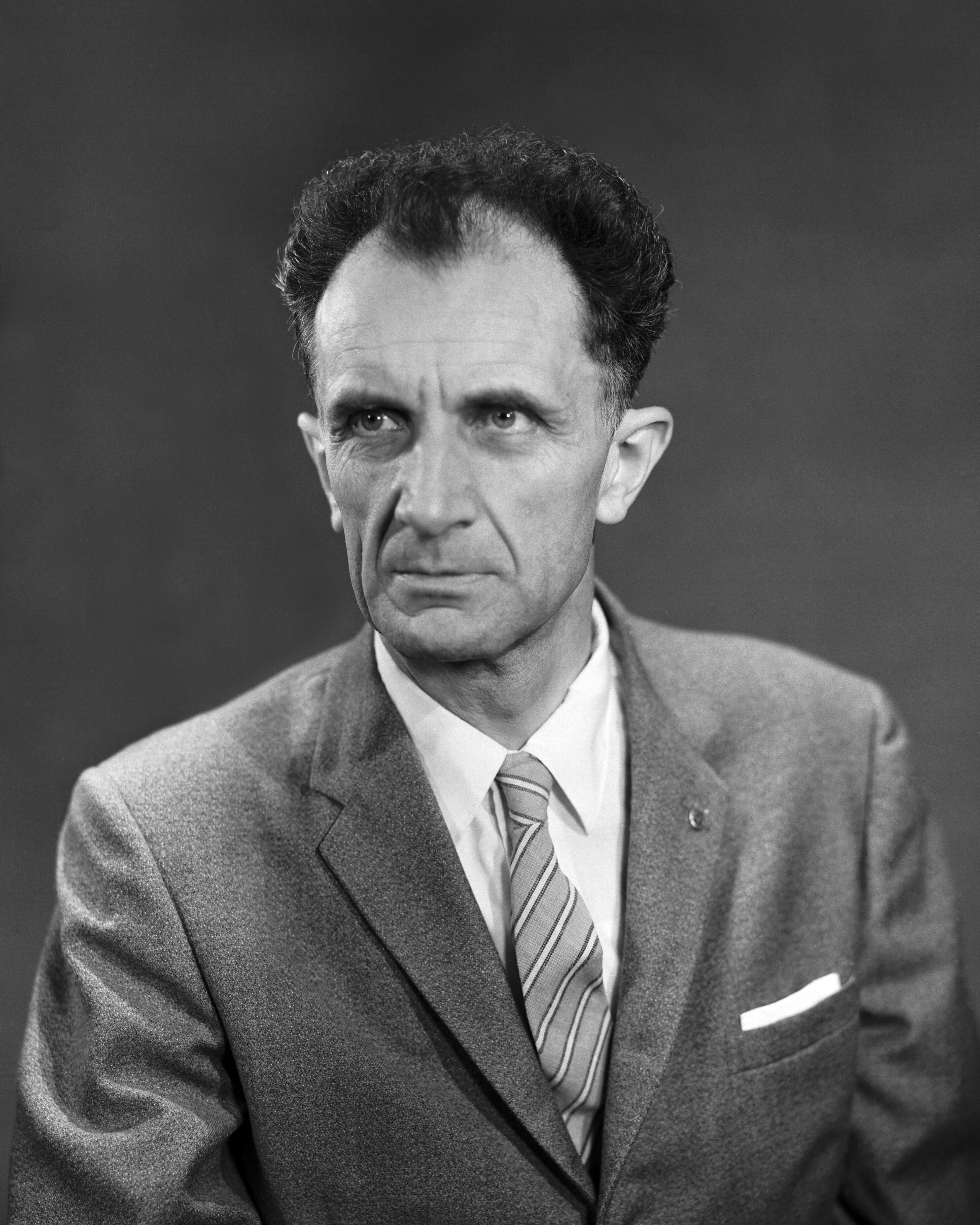
Adolf Busemann

アドルフ・ブーゼマン（Adolph Busemann 、1901年4月20日 - 1986年11月3日）は、ドイツの航空技術者で、超音速の空気力学のパイオニアである。後退翼のコンセプトを導入し、後にアメリカに渡った後、衝撃波の発生しないブーゼマン複葉機（Busemann's Biplane ）を発明し、エリアルールの開発を助けた。
ドイツのリューベックに生まれた。BraunschweigのCarolo Wilhelmina Technical University（現ブラウンシュヴァイク工科大学）で工学の博士号を得た。マックス・プランク研究所に入所し、ルートヴィヒ・プラントルのチームに加わった。プラントルのチームにはセオドア・フォン・カルマン、 Max Munk やJakob Ackeretがいた。 1930年にゲッティンゲン大学の教授になった。戦争中は ブラウンシュワイク研究所の所長を務めた。
後退翼の概念を1935年にローマで行われたヴォルタ会議で発表したが、超音速の空気流れを扱った論文は当時の航空機の性能からはかけ離れたもので、実用的な価値のないものだと考えられた。ブーズマンは研究を続け、後退翼の効果は遷音速の領域でも有効であることを示した。ブラウンシュワイク研究所の所長として、後退翼の風洞実験を行い1942年までには、多くの有益なデータを集めた。高速機の必要性から後退翼機メッサーシュミットMe P.1101の試験飛行が行われた。
第2次世界大戦が終わると、カルマンやTsien Hsue-shen、Hugh Dryden、George Schairer　からなるアメリカの空気力学研究者のチームがドイツを訪れ、ブラウンシュワイク研究所を5月7日に到着した。この研究所で後退翼のデータの重要性に気付いて、アメリカの航空設計の変革に寄与した。終戦まぎわにはブーズマンはデルタ翼の周りの空気の流れを研究した。
1947年にはアメリカに移りNACAのラングレー研究所で研究を始めた。ラングレー研究所でソニック・ブームの研究を行った。揚力は発生できないが、超音速でソニック・ブームを起こさず抗力も小さいブーゼマン複葉機を発明した。1963年にコロラド大学の教授となった。コロラド州ボルダーで没した。